# Cédric Ramothe
Cédric Ramothe (* 12. April 1989) ist ein französischer Radrennfahrer aus dem Überseedépartement Guadeloupe.
Ramothe gewann 2011, 2016 und 2018 jeweils eine Etappe Tour de la Guadeloupe, 2011 und 2018 an der Spitze des Hauptfelds, 2016 wenige Sekunden vor dem Hauptfeld.

## Erfolge
2011
- eine Etappe Tour de la Guadeloupe

2016
- eine Etappe Tour de la Guadeloupe

2018
- eine Etappe Tour de la Guadeloupe